# Aline Poulin
 (avril 2012).
Si vous disposez d'ouvrages ou d'articles de référence ou si vous connaissez des sites web de qualité traitant du thème abordé ici, merci de compléter l'article en donnant les références utiles à sa vérifiabilité et en les liant à la section « Notes et références ».
Pour les articles homonymes, voir Poulin.
Œuvres principales
- La Viole d'Ingres (1991)
- Dans la glace des autres (1995)

Compléments
Fureur lavande (1999), son œuvre majeure
Aline Poulin était une poète et écrivaine québécoise née à Sherbrooke le 14 septembre 1965 et décédée le 25 août 2011 à Granby.
Elle a obtenu un baccalauréat spécialisé en études littéraires et culturelles, une maîtrise et un doctorat en études françaises.
Elle a auparavant travaillé comme archiviste au Centre culturel de l'Université de Sherbrooke, comme recherchiste-rédactrice au Carrefour de solidarité internationale et comme chroniqueuse littéraire à la radio CFLX. Elle a enseigné la littérature au Cégep de Granby Haute-Yamaska entre 1991 et 2010, avant de se retirer pour combattre le cancer dont elle était atteinte. Elle décède de sa maladie l'année suivante, en 2011.

## Œuvres
- 1991 - La Viole d'Ingres
- 1995 - Dans la glace des autres
- 1999 - Fureur lavande

## Honneurs
- 1990 - Prix Alphonse-Piché, Tête étreintes
- 1991 - Prix Gaston-Gouin
- 1994 - Prix Ronald-Gasparic, La Viole d'Ingres
- 1996 - Grand prix littéraire de la ville de Sherbrooke, 2e prix pour Dans la glace des autres